# Lina Arvidsson (författare född 1981)
Lina Arvidsson, född 1981 i Västra Karup, är en svensk författare och skrivpedagog. Hon har varit verksam som författare av ungdomsböcker och erotisk litteratur, liksom som estradpoet.
Arvidsson debuterade 2012 med barn- och ungdomsromanen Det borde finnas regler. År 2014 utkom hennes andra roman Säg inte det här till någon, skriven under pseudonymen Ariel Held.

## Biografi
Lina Arvidssons uppväxt skedde på landsbygden i nordligaste Skåne. Sedan 2008 bor hon i Malmö. Hon definierar sig själv som en författare sprungen ur arbetarklassen och uppskattar att byta mellan olika genrer i sitt skrivande.
Arvidsson var 2010–2016 recensent på dagensbok.com. Hon har också varit krönikör åt Helsingborgs Dagblad.
Arvidsson uppträder ibland som estradpoet och har tävlat i poetry slam. Hon har även hållit kurser i att skriva erotica.

## Författarskap

### Som Lina Arvidsson

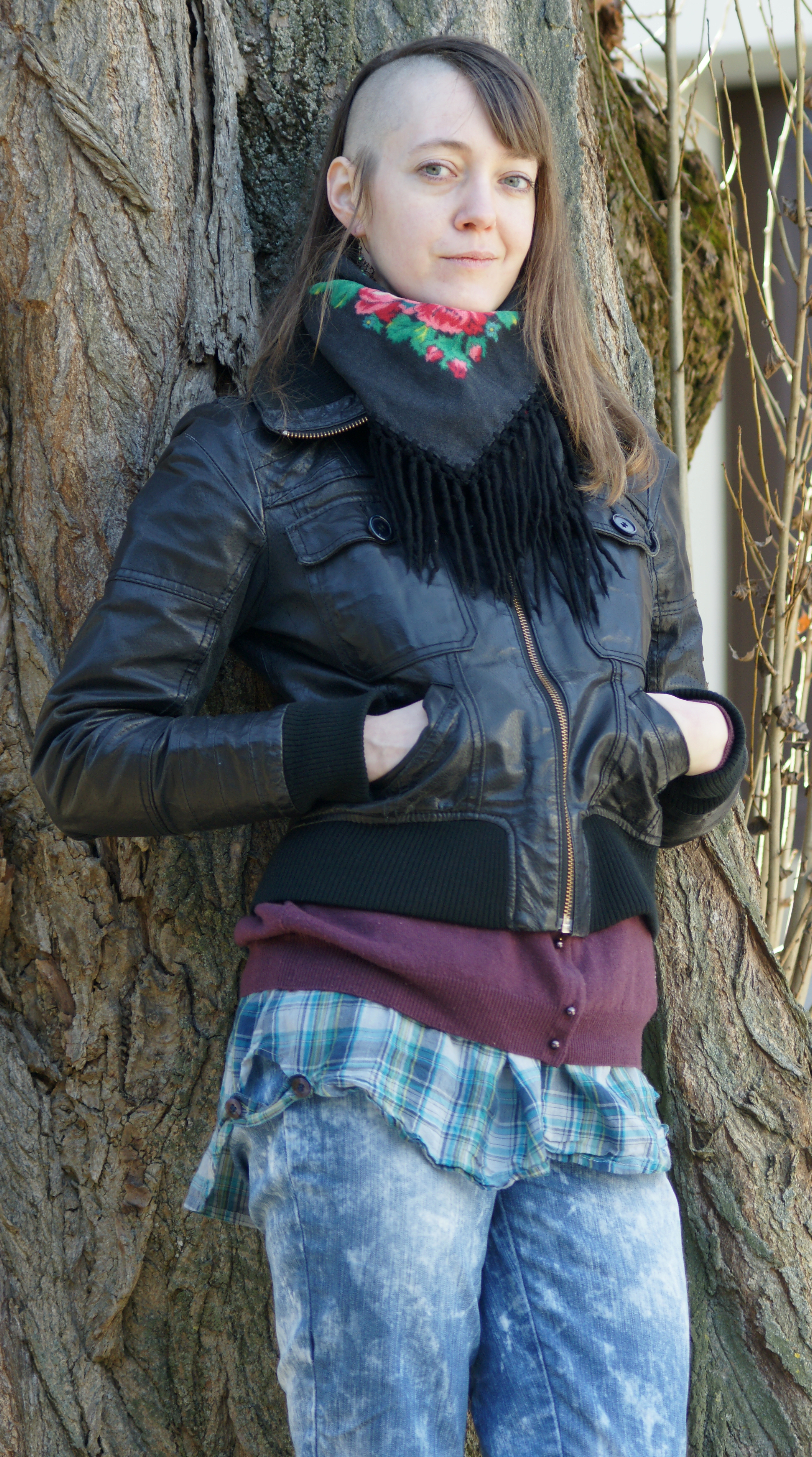
Arvidsson 2017.

Arvidssons debutroman Det borde finnas regler utspelar sig i en skånsk småstad. Handlingen kretsar kring de två fjortonåriga tjejerna Mia och Mirjam. Mirjam har inlett en relation med en mycket äldre man, och Mia börjar tillsammans med kompisen Karl spana på den äldre mannen. Boken gestaltar, utöver vänskapen mellan Mia och Mirjam, brytningstiden mellan barn och vuxen. År 2015 kom en filmatisering av boken, regisserad av Linda-Maria Birbeck.
Arvidsson skrev 2014 en bok om ett gäng tjejer som åker till Cypern på semester. De är i tjugoårsåldern, en jobbig ålder enligt Arvidsson: "man har inte riktigt hittat vem man är än, folk stöts och blöts mot varandra och i varje vänskap finns det också en tagg av avund".
I november 2020 kom novellsamlingen Aldrig ensam ut på Konsai förlag. Författaren beskriver de tre novellerna som spänning med inslag av skräck. Novellen "Befruktan" innehåller en delvis självupplevd scen som utspelar sig i Pildammsparken i Malmö.
År 2021 publicerades diktsamlingen Vänligen bygg inga berg, skriven ur en butikskassörs perspektiv och inspirerat av Arvidssons eget mångåriga extrajobb. Yrkesstolthet i ett professionellt men ändå inkännande kundbemötande samt förmågan att memorera varornas PLU-koder ("som vilken Dramatenskådis som helst") varvas med upplevelserna av en kollegas bortgång och ett väpnat rån. Boken har fått ett välvilligt kritikermottagande och väckt uppmärksamhet i en bred läsekrets. Detta har medfört flera nytryckta upplagor och efterfrågan på uppträdanden.
Min morfar hade en butik (2023) är en novell/kortroman med skräckinslag. Den har beskrivits som "en lågmäld rysare" där butikhyllornas dockor visar sina stela okänsliga ansikten och en relation mellan berättarjaget och den vuxne skaver.

### Som Ariel Held
Arvidssons skapade ett alter ego till sin andra bok, Säg inte det här till någon, för att markera att det är stor skillnad på hennes böcker. Hon vill inte fastna i en genre. Arvidsson beskriver själv sin andra bok som "hyllning till den fria sexuella fantasin". Boken handlar om den 34-åriga skådespelaren Elise vars rättighet det är att vara kåt.
| ”                | Hela min uppväxt har jag stört mig på hur kvinnor porträtteras i populärkulturen, antingen som horor eller madonnor, där horan aldrig kan bli lycklig, alltid måste straffas. Och madonnan är den självklara ”så här ska alla tjejer vilja bli” [...] Vi behöver arbeta oss bort från dessa förebilder, eller åtminstone ständigt jobba för att skapa fler. | „ |
| – Lina Arvidsson | |   |

År 2023 återkom Ariel Held via volymen Blötdjur, en erotisk roman som marknadsförts som "magiskrealistisk skogsporr". Här möter kulturmannen Harald den sexuellt gränslösa Emma, och handlingen utspelar sig i en suggestiv skogsmiljö. Emma skildras som en "nymfomanisk sexgudinna som har sex med allt och alla, hela tiden". Boken har i Göteborgs-Posten beskrivits som "ett ambitiöst försök att skriva sexpositiv skräck", även om recensenten inte är odelat positiv till romanen i sin helhet.

### Som Lina Arvidsson
- Det borde finnas regler, Gilla böcker, Stockholm 2012, ISBN 978-91-86634-18-6
- Aldrig ensam : tre noveller, Konsai förlag, 2020, ISBN 9789151944456
- Vänligen bygg inga berg – betraktelser från kassan, Konsai förlag, 2021, ISBN 9789151944487
- Min morfar hade en butik, novell, Kraxa, 2023, ISBN 9789198818659

### Som Ariel Held
- Säg inte det här till någon (roman), Vertigo, Stockholm 2014, ISBN 9789186567255
- Blötdjur (roman), Vertigo, 2023, ISBN 9789198647242

### Fler format
Lina Arvidssons böcker har även getts ut i formaten e-bok och talbok.